# Asaphobelis physonychus
Asaphobelis physonychus är en spindelart som beskrevs av Simon 1902. Asaphobelis physonychus ingår i släktet Asaphobelis och familjen hoppspindlar. Inga underarter finns listade i Catalogue of Life.